# Tardes antiguas (Serie de Televisión)
Tardes antiguas es una serie de televisión boliviana realizada por Safipro. Adaptada por Ramón García Ribeyro para televisión, basada en la obra literaria de Enrique Kempff Mercado. Se exhibió por primera vez en 1996 y está protagonizada por Raúl González.

## Enredo
Alejandro Zabala, un abogado que lleva más de cinco décadas de historias truculentas a cuestas, en la postración de su soledad, recuerda las escenas más relevantes de su vida: violaciones, asesinatos, chantajes, borracheras, traiciones políticas, abortos.

## Elenco
en orden de la apertura
| Actor/Actriz           | Personaje                  |
| ---------------------- | -------------------------- |
| Raúl González          | Alejandro Zavala           |
| Diny Matienzo          | Isidora                    |
| Raul Bauer             | Pedro del Río              |
| Juan Fuertes           | Martin González            |
| Agutin Saavedra        | Leandro Roman              |
| Paolo Ferrero          | Rafael Zavala              |
| Vanessa Moreno         | Susana                     |
| Chichita Herrera       | Peregrina Román            |
| Teddy Landivar         | Samuel Zavala              |
| Guisela Santa Cruz     | Isabel Jiménez             |
| Helga Yañez            | Patricia Morgan            |
| Susana Tarabillo       | Martha del Río             |
| Rosario Rico Toro      | Raquel                     |
| Ruth Otero             | Susana - Mayor             |
| Patricia Pacheco       | Zenovia                    |
| Chaly Antelo           | Rolando                    |
| Enrique Alfonso        | Juez Rojas                 |
| Alenir Echeverria      | Pabla Toné                 |
| Mirtha Álvarez         | Maura Toné                 |
| Juan Carlos Paz        | Alejandro- Niño            |
| Carlos "Gaucho" Ortiz  | Marcelino Román            |
| Efrain Capobianco      | Médico de Alejandro        |
| Antonio Anzoategui     | Suegro de Salatiel         |
| Malena Durán           | Camila                     |
| Bernardo Céspedes      | Felix                      |
| José Adolfo Párraga    | Pascual Leaños             |
| Angela Justiniano      | Rosa                       |
| Katty Gutiérrez        | Mamá de Susana             |
| Percy Roman            | Capitán Control Político   |
| Gonzalo Roca           | Matón Control Político     |
| Delmiro Vargas         | Don Severo - Medicastro    |
| Iracema Daza           | Ayudante Medicastro        |
| Anneliese Von Bergen   | Elvira                     |
| Chiqui Robles          | Gaby                       |
| Paula Lopez            | Daniela González           |
| Jorge Flores           | Médico de Peregrina        |
| Aida Terrazas          | Mamá de Isabel             |
| Francisco Justiniano   | Lisandro Pereira           |
| Limberg Justiniano     | Marcial Añez               |
| Yrasith Peñarrieta     | Imelda                     |
| Andres Butteler        | Alejandro Zavala - Infante |
| Luz Marina Natusch     | Modista                    |
| Andrea Diaz Méndez     | Perlita                    |
| Gisela Egüez           | Isadora -Joven             |
| Jorge Robles           | Alejandro - Joven          |
| Juan Daniel Saucedo    | Martín -Joven              |
| Rodrigo Bellot         | Pedro - Joven              |
| Sonia Poppe            | Nora                       |
| Fernando Antelo        | Papá de Martín             |
| Antonio Salvatierra    | Clemente                   |
| Ruth Mery Román        | Paulina                    |
| Oscar Subirana         | Vecino                     |
| Salomon Chavez         | Juan Palomino              |
| Jimmy Sitic            | Salatiel                   |
| Diego Fernández        | Miguel                     |
| Ramón A. Velarde       | Manuel                     |
| Neki Daza              | Mujer Ofenfida             |
| Gary Cuellar           | Marido Defensor            |
| Pedro Lopez            | Cargador                   |
| Alejandro Torrez       | Recluso 1                  |
| Jorge Artuto Lora      | Recluso 2                  |
| Fernando Garnica       | Recluso 3                  |
| Carlos Romero Dávalos  | Carlos                     |
| Carolina Árabe         | Evelin                     |
| Javier Paz             | Rafaelito                  |
| Danny Domínguez Castro | Mensajero                  |
| Delma Terrazas         | Silveria                   |
| Ignacio Caso           | Sacerdote                  |
| Adolfo Vargas          | Rufino                     |
| Rosita Natusch         | Transeúnte                 |

## Temas Musicales
El tema central de la novela fue compuesto por Julio Kempff y la música por el Maestro José Candia Caro, más conocido como Chacho Candia e interpretado por la cantante Sonia Poppe.
- Mala vida - Sonia Poppe (tema de Alejandro)
- Tema de "Tardes antiguas" - Instrumental (tema de apertura)

- Datos: Q6138976